# Journal of Speech, Language, and Hearing Research
Journal of Speech, Language, and Hearing Research is een internationaal, aan collegiale toetsing onderworpen wetenschappelijk tijdschrift op het gebied van de audiologie en logopedie. De naam wordt in literatuurverwijzingen meestal afgekort tot J. Speech. Lang. Hear. Res. Het wordt uitgegeven door de American Speech-Language-Hearing Association en verschijnt tweemaandelijks.